# Большие Чирки (Коми)
Большие Чирки (коми Чирк) — деревня в Удорском районе Республики Коми РФ, в составе сельского поселения Важгорт.

## География
Расположена на левом берегу реки Вашка на расстоянии примерно 89 км по прямой на северо-запад от районного центра села Кослан.

## История
Впервые упомянута в 1608 как деревня Чирка с 11 дворами. В 1646 здесь было 17 жилых дворов, в 1678 — 12. В 1859 в деревне насчитывалось 17 дворов, 85 человек, в 1916 33 двора и часовня, в 1926 36 дворов, 150 человек, в 1939 (Большой Чирк) 162 жителя, в 1970—144. В 1870—1880-х годах появилась земская почтовая станция, в 1898 здесь открылась школа грамоты, в 1911 — земское начальное училище.

## Население
Постоянное население составляло 11 человек (коми 64 %, русские 36 %) в 2002 году, 6 в 2010.